# Treinongeval bij Hermalle-sous-Huy
Het treinongeval bij Hermalle-sous-Huy was een aanrijding tussen een passagierstrein en een stilstaande goederentrein in de avond van zondag 5 juni 2016.

## Verloop
De botsing vond plaats om 23.03 uur op spoorlijn 125 nabij de steengroeve Mallieue. Er vielen 3 doden en 9 zwaar gewonden. Een van de doden was de treinbestuurder van de passagierstrein.
Er zaten een veertigtal personen, vooral studenten onderweg naar hun kot, op deze late trein die onderweg was van Moeskroen naar Liers bij Luik. De voorste twee wagons werden bij de botsing compleet vernield. 27 licht gewonde passagiers werden naar de nabijgelegen abdij van Flône gebracht. De goederentrein vervoerde geen gevaarlijke lading. Het zou gaan om producten uit de nabijgelegen steengroeve.
Op woensdag 8 juni kon na opruim- en herstelwerkzaamheden weer een spoor in gebruik worden genomen. Een dag later waren beide sporen weer operationeel.

## Reacties
Premier Michel en veel andere Belgische politici betuigden op sociale media hun medeleven aan de nabestaanden van de slachtoffers. Daags na de ramp bezochten Koning Filip, premier Michel, minister van Mobiliteit François Bellot en Waals minister-president Paul Magnette de rampplek.

## Onderzoek
Belgische Justitie stelde een onderzoek in naar de toedracht van de ramp. Het Openbaar Ministerie gaf aan niet uit te gaan van opzet.

### TBL 1+
Bij de start van het onderzoek vroeg men zich af hoe het kan dat het TBL1 + veiligheidsysteem dit ongeluk niet heeft kunnen voorkomen. De weersomstandigheden (onweer) zouden er een rol in hebben gehad, maar experts bevestigen dat in zo'n situatie het systeem steeds een veilige optie kiest, bv. door alle treinverkeer stil te leggen.
Pas na enkele dagen bleek dat het bewuste sein niet uitgerust was met TBL 1+, en dat in tegenstelling met vroegere uitspraken van CEO Luc Lallemand dat 99.9% van het spoorwegennet ermee is uitgerust. Die uitspraak is gebaseerd op de aanbesteding van de werken om TBL1+ te installeren, niet op de gerealiseerde uitvoeringen. Omdat de aannemer voor het sein in kwestie nog geen tijd had, is de uitvoering nog niet gebeurd.

### Analyse
Op basis van de gegevens uit de registratiesystemen blijkt dat het sein op geel-geel stond, wat betekent dat de treinbestuurder moet afremmen omdat het volgende sein op rood staat. Het oudere beveiligingsysteem (krokodil) heeft de snelheidsbeperking in de cabine aan de treinbestuurder gemeld, waarop die zou bevestigd hebben dat hij het sein gezien had. Toch is de trein pas begonnen met remmen toen de treinbestuurder de goederentrein zag staan, wat veel te laat was om nog tijdig te stoppen. Het onderzoeksrapport duidde nadien de bestuurder als enige verantwoordelijke aan.